# Campeonato Chileno de Futebol de 2000
O Campeonato Chileno de Futebol de 2000 (oficialmente Campeonato Nacional de Fútbol Profesional de la Primera División de Chile) foi a 69ª edição do campeonato do futebol do Chile. Na primeira fase os 16 clubes jogam todos contra todos. Os dois últimos colocados são rebaixados diretamente para a Campeonato Chileno de Futebol - Segunda Divisão. Os dois primeiros lugares e o campeão da Ligilla se classificam para a Copa Libertadores da América de 2001.

## Participantes
| Equipe                                        | Cidade        | Região                           | No ano anterior                                                     | Estádio                                | Capacidade | Títulos                                              | Participações |
| --------------------------------------------- | ------------- | -------------------------------- | ------------------------------------------------------------------- | -------------------------------------- | ---------- | ---------------------------------------------------- | ------------- |
| Club Social y Deportivo Colo-Colo             | Macul         | Região Metropolitana de Santiago | Quarto Lugar                                                        | Estádio Monumental David Arellano      | 47.017     | 22 (Último em 1998)                                  | 69            |
| Club Deportivo Universidad Católica           | Las Condes    | Região Metropolitana de Santiago | Vice Campeão                                                        | Estádio San Carlos de Apoquindo        | 20.000     | 8 (1949, 1954, 1961, 1966, 1984,1987, 1997 Apertura) | 60            |
| Club de Deportes Cobreloa                     | Calama        | Região de Antofagasta            | Terceiro Lugar                                                      | Estádio Municipal de Calama            | 12.000     | 5 (1980, 1982, 1985, 1988, 1992)                     | 24            |
| Club Deportivo Palestino                      | La Cisterna   | Região Metropolitana de Santiago | Sexto Lugar                                                         | Estádio Municipal de La Cisterna       | 12.000     | 2 (1955, 1978)                                       | 46            |
| Club Universidad de Chile                     | Santiago      | Região Metropolitana de Santiago | Campeão                                                             | Estádio Nacional de Chile              | 55.100     | 11 (último em 1999)                                  | 62            |
| Club de Deportes Coquimbo Unido               | Coquimbo      | Região de Coquimbo               | Décimo Primeiro Lugar                                               | Estádio La Pampilla                    | ---        | 0 (não possui)                                       | 18            |
| Club Social y de Deportes Concepción          | Concepción    | Região de Bío-Bío                | Décimo Lugar                                                        | Estádio Municipal de Concepción        | 35.000     | 0 (não possui)                                       | 31            |
| Club Deportivo Huachipato                     | Talcahuano    | Região de Bío-Bío                | Oitavo Lugar                                                        | Estádio Las Higueras                   | -----      | 1 (1974)                                             | 27            |
| Audax Club Sportivo Italiano                  | La Florida    | Região Metropolitana de Santiago | Sétimo Lugar                                                        | Estádio Municipal de La Florida        | 12.000     | 4 (1936, 1946, 1948, 1957)                           | 55            |
| Club de Deportes Puerto Montt                 | Puerto Montt  | Região de Los Lagos              | Décimo Segundo Lugar                                                | Estádio Regional de Chinquihue         | 5.300      | 0 (não possui)                                       | 5             |
| O'Higgins Fútbol Club                         | Rancagua      | Região de O'Higgins              | Nono Lugar                                                          | Estádio El Teniente                    | 14.550     | 0 (não possui)                                       | 40            |
| Corporación Club de Deportes Santiago Morning | La Pintana    | Região Metropolitana de Santiago | Quinto Lugar                                                        | Estádio Municipal de La Pintana        | 6.000      | 1 (1942)                                             | 39            |
| Club de Deportes Santiago Wanderers           | Valparaíso    | Região de Valparaíso             | Acesso pelo Campeonato Chileno de Futebol de 1999 - Segunda Divisão | Estádio Elías Figueroa Brander         | 23.000     | 2 (1958, 1968)                                       | 44            |
| Club Deportivo Provincial Osorno              | Osorno        | Região de Los Lagos              | Acesso pelo Campeonato Chileno de Futebol de 1999 - Segunda Divisão | Estádio Municipal Rubén Marcos Peralta | 12.000     | 0 (não possui)                                       | 9             |
| Unión Española                                | Independencia | Região Metropolitana de Santiago | Acesso pelo Campeonato Chileno de Futebol de 1999 - Segunda Divisão | Estádio Santa Laura                    | 22.375     | 5 (1943, 1951, 1973, 1975, 1978)                     | 66            |
| Corporación Deportiva Everton de Viña del Mar | Viña del Mar  | Província de Valparaíso          | Acesso pelo Campeonato Chileno de Futebol de 1999 - Segunda Divisão | Estádio Sausalito                      | 25.000     | 3 (1950, 1952, 1976)                                 | 50            |

## Classificação final
1. Club Universidad de Chile
2. Cobreloa
3. Colo Colo
4. Unión Española
5. Deportes Concepción
6. Universidad Católica
7. Audax Italiano
8. Palestino
9. Santiago Wanderers
10. Santiago Morning
11. Coquimbo Unido
12. O'Higgins
13. Huachipato
14. Puerto Montt
15. Everton de Viña del Mar
16. Provincial Osorno

## Campeão
| Campeão Chileno 2000                                      |
| --------------------------------------------------------- |
| Club Universidad de Chile (Santiago) (11º título) Campeão |